# Tri soteske
Tri soteske (poenostavljeno kitajsko: 三峡; tradicionalno kitajsko: 三峽; pinjin: ) so tri sosednje soteske ob srednjem toku reke Jangce v Ljudski republiki Kitajski. S subtropskim monsunskim podnebjem so znane po svoji pokrajini.
Tri soteske, ki obsegajo soteske Čutang, Vu in Šiling, se raztezajo na 311 km, začnejo se v mestu Baidi v Čongčingu na zahodu in končajo na prelazu Nandžing v mestu Jičang v provinci Hubei na vzhodu med katerimi so gore Fengdžie in vu v Čongčingu, pa tudi Badong, Zigui in Jičang v provinci Hubei.

## Tok reke Jangce
Po prihodu v Jibin (宜宾), v provinci Sečuan (四川), reka Jangce (长江) teče iz Džiangdžina (江津), občine Čongčing (重庆), v Jičang (宜昌), province Hubei (湖北); in ta del reke se imenuje Čuandžjang (川江) ali 'reka Sečuan'. V preteklosti je bila to edina vodna pot, ki je povezovala Sečuan in Guidžou z vzhodnim območjem Kitajske. (Reka Vu (乌江) teče mimo Guidžouja in se izliva v reko Jangce pri Fulingu (涪陵) v občini Čongčing). Dolvodno Čuandžjang teče mimo gorovja Vu, ki tvori sotesko Čutang (瞿塘峡), sotesko Vu (巫峡) in sotesko Šiling (西陵峡) vzdolž reke Jangce, po čemer je to območje dobilo ime.

## Regija treh sotesk
Tri soteske se raztezajo od zahodnega, gorvodnega mesta Fengdžie v občini Čongčing, do vzhodnega, dolvodnega mesta Jičang v provinci Hubei. Območje akumulacijskih jezer Treh sotesk je dolgo približno 200 km, medtem ko same tri soteske zavzemajo približno 120 km v tej regiji: to je pritegnilo svetovno pozornost na jez treh sotesk in spremenilo kulturo in okolje regija.
Čeprav slovi predvsem po svoji pokrajini, je regija Treh sotesk  pomembna zgodovinsko in kulturno. Veliko naselij in arheoloških najdišč je potopilo gorvodno zbiralno jezero jezu Treh sotesk.

## Tri soteske
| Soteska | kitajsko | Dolžina (km) | Range                                  |
| ------- | -------- | ------------ | -------------------------------------- |
| Čutang  | 瞿塘峡   | 8            | od Baidičenga (Fengjie) do Dašija      |
| Vu      | 巫峡     | 45           | od Vušana do Guandukouja (Badong)      |
| Šiling  | 西陵峡   | 66           | od Ziguija do prelaza Nandžin (Jičang) |

## Geološka evolucija
Zaradi litoloških razmer v različnih regijah so doline Treh sotesk na nekaterih območjih ozke, na drugih pa široke. Večina ozkih dolin se pojavlja na območjih, kjer je apnenec, ki je relativno trd in odporen proti eroziji. Vendar pa lahko voda teče vzdolž globokih navpičnih prelomov in erodira pod njimi. Ker se apnenčasta struga postopoma spodkopava, njeni deli padajo v reko po navpičnih prelomih in tvorijo prepadne pečine. Ko reka teče skozi območja mehkejšega peščenjaka in skrilavca, ki sta manj odporna proti eroziji, se erozivni učinek poveča in izrezuje široke doline.
Obstajajo različne teorije o tem, kako so nastale Tri soteske, vendar so geografi in geologi na splošno dosegli soglasje, saj menijo, da je gubanje gora na vzhodu province Sečuan in zahodu province Hubei, vključno z gorovjem Vu (巫山), posledica janšanskega gibanje (燕山運動) pred približno 70 milijoni let. Soteske potekajo od jugozahoda proti severovzhodu, nato se obrnejo in od zahoda proti vzhodu, pri čemer se teren postopoma niža od juga proti severu. Zahodni in vzhodni del območja, med južnimi gorami in goro Bašan (巴山), na severu, sta sorazmerno nižja; v preteklosti je reka tekla proti vzhodu skozi regijo. Ko se je skorja tega kraja še naprej dvigovala, se je erozija reke okrepila in Tri soteske so bile izklesane.

## Projekt hidroelektrarne Treh sotesk
Leta 1919, potem ko je Sun Jat-sen predstavil koncept v Načrtu za industrijski razvoj svoje ustanovne strategije 建国方略 (建国方略), so strokovnjaki raziskali zajezitev Treh sotesk, vendar je bil projekt Tri soteske uradno objavljen šele leta 1994.
Leta 1944 je nacionalistična vlada zaposlila Johna L. Savagea, glavnega inženirja ameriškega urada za reklamacijo, ki je prišel na Kitajsko in izvedel 10-dnevno preiskavo Treh sotesk. Nato je napisal navdušeno poročilo o možnostih jezu. Začela se je gradnja prvega od jezov v Zgornjem Tsing Juan Tungu, vendar je bila ustavljena 15. avgusta 1947 zaradi kitajske državljanske vojne.
Februarja 1958, ko je v Nanningu (南宁) potekalo razširjeno srečanje političnega biroja Centralnega komiteja KPK, se je prvič razpravljalo o projektu Treh sotesk (三峡工程) in izbruhnili so ostri spori. Na koncu se je ta projekt zavlekel. V naslednjih treh desetletjih so ljudje o tem še naprej razpravljali. V zgodnjih 1980-ih se je znova omenjalo, a je bilo po večkratnih razpravah in preiskavah spet preloženo. 6. marca 1992 je bilo poročilo o izvedljivosti predstavljeno na 5. seji 7. nacionalnega ljudskega kongresa (NPC) za razpravo in resolucijo. 3. aprila istega leta je NPC glasoval o resoluciji za jez, ki je bila sprejeta z nenavadno nizko stopnjo odobritve za NPC, saj je le 1767 od 2633 članov (67,11 %) glasovalo za podporo jezu.

### Jez treh sotesk
Jez Treh sotesk je bil zgrajen v Sandoupingu (三斗坪), Jičang (宜昌) v provinci Hubei (湖北), sredi soteske Šiling. 20. maja 2006 je bil jez rezervoarja dokončan in gladina vode je hitro dosegla začetni nivo 110 metrov nad dolvodno reko. Projekt je bil zaključen do konca leta 2008, dvigalo za ladje pa je bilo dokončano leta 2015.
Tako jez kot akumulacijsko jezero Tri soteske sta imela velik vpliv na ekologijo in ljudi v regiji, kar je vključevalo množično selitev mest in vasi. Višji vodostaj je spremenil podobo Treh sotesk, tako da je reka širša, gore pa so videti nižje. Vendar se gore še vedno dvigajo nad reko, soteske pa še naprej ponujajo pogled na okoliške pečine.
Podjetja rečnih čolnov, ki delujejo v Treh soteskah, se soočajo s povečanim povpraševanjem po rečnih križarjenjih. Povečana širina in globina reke dovoljujeta večjim ladjam skozi soteske, poleg tega se je znatno povečal rečni promet vseh vrst, vključno z baržami za razsuti tovor in kontejnerskimi baržami.

## Ogrožena kulturna mesta
- »Hidrografska oznaka Baiheliang (白鶴梁)« – leta 763, v obdobju Guangde cesarja Daizonga iz dinastije Tang (唐代), so ljudje odkrili približno 165 odstavkov napisa s skoraj 30.000 znaki. V kamen je skupaj z napisom vklesanih 18 krapov (鯉魚), ki so bili uporabljeni kot hidrografski označevalci za beleženje nihanj vode v obdobjih nizke vode, za napoved kmetijskih rezultatov. Po prvotni oceni bi bili deli Baihelianga, za katere so bili zabeleženi 20 let, potopljeni, potem ko bo rezervoar napolnil jez treh sotesk. Leta 2001 je Ge Xiurun (葛修润), član Kitajske akademije znanosti (中科院), predlagal uporabo "kesona" za zaščito prvotnega mesta pod vodo in gradnjo predorov, ki bi ga povezali s tlemi zgoraj, tako da bi obiskovalci lahko imeli dostop.
- Šibaodžai (石寶寨; 石宝寨) ali Trdnjava iz dragih kamnov je v Šibau石宝镇 (忠县) (石宝镇) v okrožju Džong (忠县) občine Čongčing. Zgrajena med letoma 1796 in 1820, med vladavino cesarja Čing Džjačing (嘉慶), te 35 metrov visoke stavbe predstavljajo visoke stolpnice s stebri in vezmi na jugu Kitajske. Ko se je začel projekt Tri soteske, so okoli te trdnjave zgradili jez za njeno zaščito.
- Tempelj Džang Fei (張桓侯廟) okrožja Jun Jang v Čongčingu, zgrajen najkasneje v času dinastije Song, je stal na južnem bregu reke Jangce v severnem vznožju gorovja Feng Fei. Ker je blizu reke Jangce, je bil večkrat poplavljen. Sedanji tempelj je tisti, ki je bil popravljen med vladavino cesarjev Tongdži (同治) in Guangšu (光緖) iz dinastije Čing. Območje tempeljskega kompleksa je veliko 2000 m². Ohranjenih je veliko število kaligrafij in slik, kamnitih napisov in lesorezov iz dinastij Tang in Song, kot sta prva in druga oda o Rdečih pečinah (赤壁賦) Su Šiha (蘇軾). Ker je bila višina templja med 130 in 160 metri in bi bil potopljen, ko je rezervoar Treh sotesk dosegel 175 metrov, je bil tempelj Džang Fei v celoti prestavljen.[6]

Po odobritvi gradnje jezu Treh sotesk so arheologi dobili čas in sredstva za izvajanje reševalnih del. Vendar pa je po izgradnji jezu in uporabi za shranjevanje vode veliko število kulturnih relikvij, vključno z visečimi krstami in kamnitimi napisi, ki jih ni mogoče zaščititi, prekrit z vodo.